# Megachile falcidentata
Megachile falcidentata är en biart som beskrevs av moure, Silveira och > 1992. Megachile falcidentata ingår i släktet tapetserarbin, och familjen buksamlarbin. Inga underarter finns listade i Catalogue of Life.